# Bart Ramselaar
Bart Ramselaar (Amersfoort, 29 juni 1996) is een Nederlands betaald voetballer die doorgaans als aanvallende middenvelder, centrale middenvelder of vleugelaanvaller speelt. Hij tekende in augustus 2019 een contract bij FC Utrecht, dat hem na drie seizoenen terughaalde van PSV. Ramselaar debuteerde in 2016 in het Nederlands voetbalelftal.

## Clubcarrière

### FC Utrecht (eerste periode)
Ramselaar speelde in de jeugd van VVZA en RODA '46 voor hij in 2010 werd opgenomen in de jeugdopleiding van FC Utrecht. Hier behoorde hij op 4 februari 2015 voor het eerst tot de wedstrijdselectie van het eerste elftal, voor een wedstrijd in de Eredivisie tegen Willem II. Minder dan een maand later debuteerde hij daadwerkelijk in de hoofdmacht van FC Utrecht, in een competitiewedstrijd tegen Feyenoord. Hij verving die dag Mark Diemers en speelde drie minuten mee. De wedstrijd eindigde in 0-0. Na een periode niet gespeeld te hebben in het eerste, kreeg Ramselaar op 19 april 2015 een basisplaats thuis tegen FC Twente (1–0 winst). Hij speelde die wedstrijd 72 minuten. Daarna werd hij gewisseld voor Sofyan Amrabat. In de laatste competitiewedstrijd van het seizoen 2014/15 maakte Ramselaar zijn eerste doelpunt voor FC Utrecht, tegen Vitesse. Hij kopte in de blessuretijd van de eerste helft een voorzet van Sébastien Haller achter Eloy Room.
Ramselaar verlengde in september 2015 zijn contract bij FC Utrecht tot medio 2019 en kende dat jaar zijn doorbraak. Hij speelde gedurende het seizoen 2015/16 alle speelronden in de reguliere competitie. Hij eindigde op de zesde plaats met FC Utrecht, goed voor plaatsing voor de play-offs 2016, waarin Heracles Almelo echter te sterk bleek. Ramselaar bereikte in dat jaar ook de finale van de KNVB beker met FC Utrecht. Hij scoorde tijdens het toernooi onder meer twee keer in de met 1–3 gewonnen kwartfinale tegen PSV. FC Utrecht en hij verloren in de eindstrijd met 2–1 van Feyenoord.

### PSV
Ramselaar speelde aan het begin van het seizoen 2016/17 nog twee wedstrijden voor FC Utrecht. Hij tekende in augustus 2016 vervolgens een contract tot medio 2021 bij PSV, de kampioen van Nederland in de voorgaande twee seizoenen. Dat betaalde circa €4.300.000,- voor hem aan FC Utrecht, exclusief eventuele latere bonussen en een doorverkooppercentage. Ramselaar maakte op 28 augustus 2016 zijn debuut voor PSV, tijdens een competitiewedstrijd die in 0–0 eindigde thuis tegen FC Groningen. Hij viel die dag in de 84e minuut in voor Santiago Arias. Hij kreeg op 10 september 2016 voor het eerste een basisplaats in het eerste elftal van PSV, tijdens een met 0–4 gewonnen competitiewedstrijd uit bij N.E.C.. Daarbij schoot hij in de vierde minuut zelf de 0–1 binnen. Ramselaar maakte drie dagen later zijn debuut in de UEFA Champions League, tijdens een met 0–1 verloren wedstrijd thuis tegen Atlético Madrid. Hij viel die dag in de 67e minuut in voor Jorrit Hendrix. Mede vanwege blessures van teamgenoten, kreeg Ramselaar gedurende zijn eerste seizoenshelft bij PSV regelmatig een basisplaats. Nadat een aantal geblesseerden terugkeerden, mocht hij ook meer dan eens beginnen als buitenspeler.
Ramselaar begon het seizoen 2017/18 als reservespeler. Trainer Phillip Cocu koos doorgaans voor een middenveld met Marco van Ginkel, Gastón Pereiro en Jorrit Hendrix. Gedurende de eerste vijftien speelronden viel hij twaalf keer in. Nadat PSV in de vijftiende ronde met 3–0 verloor uit bij Ajax, kreeg Ramselaar in de eerstvolgende competitiewedstrijd zijn eerste basisplaats, uit bij FC Groningen. Hij verdrong daarmee Pereiro uit opstelling. Ramselaar begon ook in zestien van de volgende achttien speelronden dat seizoen in de basis, speelde 31 competitiewedstrijden en werd aan het eind van het jaar voor het eerst landskampioen met PSV.
In de zomer van 2018 volgde Mark van Bommel Cocu op als hoofdtrainer als coach van de Eindhovense club. Van Bommel verkoos een middenveld met twee controleurs, Hendrix en Pablo Rosario, en een aanvallende middenvelder, Pereiro. Bij wissels en blessures kregen ook Dante Rigo, Mauro Júnior en later Érick Gutiérrez, Mohammed Ihattaren en Michal Sadílek de voorkeur boven Ramselaar, die dat seizoen tot slechts vier invalbeurten kwam. Hij sloot zich op eigen verzoek aan bij Jong PSV en deed op 14 september 2018 voor het eerst mee bij die ploeg. Daarmee speelde hij die dag een wedstrijd in de Eerste divisie, uit tegen N.E.C. (4–4). Ramselaar scoorde twee keer en speelde dat seizoen negen keer voor de beloftenploeg.

### FC Utrecht (tweede periode)
Ramselaar keerde op 24 augustus 2019 terug bij FC Utrecht, waar hij een contract tot 2022 ondertekende, met een optie voor een vierde seizoen. Bij FC Utrecht trof Ramselaar John van den Brom als hoofdtrainer, die in de zomer was overgekomen van AZ en oud-ploeggenoot Justin Lonwijk van Jong PSV. FC Utrecht betaalde een transfersom van 1,4 miljoen euro voor Ramselaar. PSV bedong daarnaast een doorverkooppercentage van twintig procent om de in 2016 betaalde transfersom in de toekomst terug te kunnen verdienen.
In mei 2022 liep Ramselaar een zware knieblessure op, waardoor een herstel van minimaal tot aan het eind van 2022 volgde. Ondanks zijn lange herstel verlengden Ramselaar en FC Utrecht in december 2022 zijn aflopende contract tot medio 2025. Begin januari 2023 verscheen Ramselaar weer voor het eerst op het trainingsveld van de club. Zijn rentree volgde op 19 februari 2023 in de 2–2 thuiswedstrijd tegen PSV.

## Clubstatistieken

### Beloften
| Seizoen                    | Club            | Competitie          | Competitie | Competitie | Competitie | Overig | Overig | Overig | Totaal | Totaal | Totaal |
| Seizoen                    | Club            | Competitie          | Wed.       | Dlp.       | Ass.       | Wed.   | Dlp.   | Ass.   | Wed.   | Dlp.   | Ass.   |
| -------------------------- | --------------- | ------------------- | ---------- | ---------- | ---------- | ------ | ------ | ------ | ------ | ------ | ------ |
| 2014/15                    | Jong FC Utrecht | Beloften Eredivisie | 5          | 1          | 0          | 0      | 0      | 0      | 5      | 1      | 0      |
| 2018/19                    | Jong PSV        | Eerste divisie      | 9          | 4          | 1          | 0      | 0      | 0      | 9      | 4      | 1      |
| Carrière totaal            | Carrière totaal | Carrière totaal     | 14         | 5          | 1          | 0      | 0      | 0      | 14     | 5      | 1      |
| Bijgewerkt op 1 april 2024 |                 |                     |            |            |            |        |        |        |        |        |        |

### Senioren
| Seizoen                    | Club              | Competitie               | Competitie | Competitie | Competitie | Beker | Beker | Beker | Internationaal | Internationaal | Internationaal | Overig | Overig | Overig | Totaal | Totaal | Totaal |
| Seizoen                    | Club              | Competitie               | Wed.       | Dlp.       | Ass.       | Wed.  | Dlp.  | Ass.  | Wed.           | Dlp.           | Ass.           | Wed.   | Dlp.   | Ass.   | Wed.   | Dlp.   | Ass.   |
| -------------------------- | ----------------- | ------------------------ | ---------- | ---------- | ---------- | ----- | ----- | ----- | -------------- | -------------- | -------------- | ------ | ------ | ------ | ------ | ------ | ------ |
| 2014/15                    | FC Utrecht        | Eredivisie               | 5          | 1          | 1          | 0     | 0     | 0     | —              | —              | —              | 0      | 0      | 0      | 5      | 1      | 1      |
| 2015/16                    | FC Utrecht        | Eredivisie               | 34         | 4          | 5          | 5     | 3     | 1     | —              | —              | —              | 3      | 1      | 1      | 42     | 8      | 7      |
| 2016/17                    | FC Utrecht        | Eredivisie               | 2          | 1          | 1          | 0     | 0     | 0     | —              | —              | —              | 0      | 0      | 0      | 2      | 1      | 1      |
| 2016/17                    | PSV               | Eredivisie               | 27         | 5          | 3          | 2     | 1     | 0     | 4              | 0              | 0              | 0      | 0      | 0      | 33     | 6      | 3      |
| 2017/18                    | PSV               | Eredivisie               | 31         | 1          | 3          | 4     | 0     | 0     | 1              | 0              | 0              | 0      | 0      | 0      | 36     | 1      | 3      |
| 2018/19                    | PSV               | Eredivisie               | 4          | 0          | 0          | 2     | 0     | 0     | 1              | 0              | 0              | 0      | 0      | 0      | 7      | 0      | 0      |
| 2019/20                    | FC Utrecht        | Eredivisie               | 16         | 5          | 1          | 1     | 0     | 0     | —              | —              | —              | 0      | 0      | 0      | 17     | 5      | 1      |
| 2020/21                    | FC Utrecht        | Eredivisie               | 27         | 4          | 4          | 2     | 2     | 0     | —              | —              | —              | 2      | 0      | 0      | 31     | 6      | 4      |
| 2021/22                    | FC Utrecht        | Eredivisie               | 26         | 9          | 0          | 2     | 0     | 2     | —              | —              | —              | 0      | 0      | 0      | 28     | 9      | 2      |
| 2022/23                    | FC Utrecht        | Eredivisie               | 9          | 0          | 0          | 1     | 0     | 0     | —              | —              | —              | 2      | 0      | 0      | 12     | 0      | 0      |
| 2023/24                    | FC Utrecht        | Eredivisie               | 11         | 1          | 1          | 1     | 0     | 0     | —              | —              | —              | 0      | 0      | 0      | 12     | 1      | 1      |
| 2024/25                    | Lion City Sailors | Singapore Premier League | 0          | 0          | 0          | 0     | 0     | 0     | 0              | 0              | 0              | 0      | 0      | 0      | 0      | 0      | 0      |
| Carrière totaal            | Carrière totaal   | Carrière totaal          | 192        | 31         | 19         | 20    | 6     | 3     | 6              | 0              | 0              | 7      | 1      | 1      | 225    | 38     | 23     |
| Bijgewerkt op 1 april 2024 |                   |                          |            |            |            |       |       |       |                |                |                |        |        |        |        |        |        |

## Interlandcarrière

### Nationale jeugdelftallen
Ramselaar debuteerde op 14 november 2014 onder coach Aron Winter in Nederland onder 19. Die dag speelden het team en hij 1–1 tegen Schotse leeftijdsgenoten. Ramselaar verving in de 57ste minuut Donny van de Beek. In zijn tweede wedstrijd voor Nederland onder 19, vier dagen later, was hij voor het eerst basisspeler. Nederland won die dag met 3–1 van België onder 19. 
| Jeugdinterlands van Bart Ramselaar | Jeugdinterlands van Bart Ramselaar | Jeugdinterlands van Bart Ramselaar      | Jeugdinterlands van Bart Ramselaar | Jeugdinterlands van Bart Ramselaar | Jeugdinterlands van Bart Ramselaar |
| №                                  | Datum                              | Wedstrijd                               | Uitslag                            | Competitie                         | Goals                              |
| Als speler van FC Utrecht          | Als speler van FC Utrecht          | Als speler van FC Utrecht               | Als speler van FC Utrecht          | Als speler van FC Utrecht          | Als speler van FC Utrecht          |
| ---------------------------------- | ---------------------------------- | --------------------------------------- | ---------------------------------- | ---------------------------------- | ---------------------------------- |
| 1.                                 | 14 november 2014                   | Schotland onder 19 – Nederland onder 19 | 1 – 1                              | Vriendschappelijk                  | 0                                  |
| 2.                                 | 18 november 2014                   | Nederland onder 19 – België onder 19    | 3 – 1                              | Vriendschappelijk                  | 0                                  |

Ramselaar debuteerde op 7 oktober 2015 onder coach Remy Reynierse in Nederland onder 20, in een met 3–1 verloren wedstrijd tegen Engeland onder 20.
| Jeugdinterlands van Bart Ramselaar | Jeugdinterlands van Bart Ramselaar | Jeugdinterlands van Bart Ramselaar      | Jeugdinterlands van Bart Ramselaar | Jeugdinterlands van Bart Ramselaar | Jeugdinterlands van Bart Ramselaar |
| №                                  | Datum                              | Wedstrijd                               | Uitslag                            | Competitie                         | Goals                              |
| Als speler van FC Utrecht          | Als speler van FC Utrecht          | Als speler van FC Utrecht               | Als speler van FC Utrecht          | Als speler van FC Utrecht          | Als speler van FC Utrecht          |
| ---------------------------------- | ---------------------------------- | --------------------------------------- | ---------------------------------- | ---------------------------------- | ---------------------------------- |
| 1.                                 | 7 oktober 2015                     | Engeland onder 20 – Nederland onder 20  | 3 – 1                              | Vriendschappelijk                  | 0                                  |
| 2.                                 | 10 oktober 2015                    | Duitsland onder 20 – Nederland onder 20 | 2 – 1                              | Vriendschappelijk                  | 0                                  |
| 3.                                 | 13 oktober 2015                    | Nederland onder 20 – Turkije onder 20   | 1 – 0                              | Vriendschappelijk                  | 0                                  |

Op 25 maart 2016 maakte Ramselaar onder coach Fred Grim zijn debuut in Nederland onder 21. Zijn ploeggenoten en hij wonnen die dag met 0–1 van Noorwegen onder 21.
| Jeugdinterlands van Bart Ramselaar | Jeugdinterlands van Bart Ramselaar | Jeugdinterlands van Bart Ramselaar        | Jeugdinterlands van Bart Ramselaar | Jeugdinterlands van Bart Ramselaar | Jeugdinterlands van Bart Ramselaar |
| №                                  | Datum                              | Wedstrijd                                 | Uitslag                            | Competitie                         | Goals                              |
| Als speler van FC Utrecht          | Als speler van FC Utrecht          | Als speler van FC Utrecht                 | Als speler van FC Utrecht          | Als speler van FC Utrecht          | Als speler van FC Utrecht          |
| ---------------------------------- | ---------------------------------- | ----------------------------------------- | ---------------------------------- | ---------------------------------- | ---------------------------------- |
| 1.                                 | 25 maart 2016                      | Noorwegen onder 21 – Nederland onder 21   | 0 – 1                              | Vriendschappelijk                  | 0                                  |
| 2.                                 | 28 maart 2016                      | Nederland onder 21 – Servië onder 21      | 1 – 0                              | Vriendschappelijk                  | 0                                  |
| 3.                                 | 2 september 2016                   | Wit-Rusland onder 21 – Nederland onder 21 | 2 – 2                              | Kwalificatie EK onder 21 2017      | 0                                  |

### Nederlands elftal
Bondscoach Danny Blind nam Ramselaar in mei 2016 voor het eerst op in de selectie van het Nederlands voetbalelftal, in aanloop naar oefeninterlands tegen Ierland, Polen en Oostenrijk. Hiervoor moest hij afzeggen vanwege een kuitblessure. Blind riep hem in november 2016 vervolgens opnieuw op, nu voor een oefeninterland tegen België en een kwalificatieduel voor het WK 2018 tegen Luxemburg. Hij maakte op 9 november 2016 zijn interlanddebuut, thuis tegen België (uitslag: 1–1). Hij viel die dag in de 89e minuut in voor Georginio Wijnaldum. Ramselaar begon vier dagen later voor het eerst in de basis bij het Nederlands elftal. Zijn ploeggenoten en hij wonnen toen met 1–3 van Luxemburg.
| Interlands van Bart Ramselaar voor Nederland | Interlands van Bart Ramselaar voor Nederland | Interlands van Bart Ramselaar voor Nederland | Interlands van Bart Ramselaar voor Nederland | Interlands van Bart Ramselaar voor Nederland | Interlands van Bart Ramselaar voor Nederland |
| №                                            | Datum                                        | Wedstrijd                                    | Uitslag                                      | Soort wedstrijd                              | Goals                                        |
| Als speler van PSV                           | Als speler van PSV                           | Als speler van PSV                           | Als speler van PSV                           | Als speler van PSV                           | Als speler van PSV                           |
| -------------------------------------------- | -------------------------------------------- | -------------------------------------------- | -------------------------------------------- | -------------------------------------------- | -------------------------------------------- |
| 1.                                           | 9 november 2016                              | Nederland – België                           | 1 – 1                                        | Vriendschappelijk                            | 0                                            |
| 2.                                           | 13 november 2016                             | Luxemburg – Nederland                        | 1 – 3                                        | Kwalificatie WK 2018                         | 0                                            |
| 3.                                           | 4 juni 2017                                  | Nederland – Ivoorkust                        | 5 – 0                                        | Vriendschappelijk                            | 0                                            |

## Erelijst
| Kampioen Eredivisie | 1x | 2017/18 |